# Patrick Niessen
Patrick Niessen (Leut, 12 juni 1965) is een Belgisch carambolebiljarter die gespecialiseerd is in het kaderspel. 

## Levensloop
Patrick Niessen begon op 13-jarige leeftijd te biljarten. Een broer van zijn vader had een café met een biljart. Patrick ging er regelmatig biljarten en werd al snel lid van een officiële club van de Belgische biljartbond namelijk Verbroedering Bree. Hij ging eerst les volgen bij Tonny Schrauwen en daarna (op 16-jarige leeftijd) bij wereldkampioen Emile Wafflard in Brussel en maakte zodanige vorderingen dat hij op 19-jarige leeftijd in de hoogste Belgische afdeling speelde. Zijn specialisatie in het kaderspel leidde tot diverse Europese titels.
Hij is sinds 1988 wonende in Bree.

## Resultaten op Europese kampioenschappen
| Jaar | Libre     | Kader 47/2 | Kader 71/2 |
| ---- | --------- | ---------- | ---------- |
| 1997 |           |            | 3e plaats  |
| 1998 |           |            | 2e plaats  |
| 1999 | 3e plaats |            |            |
| 2000 | Kampioen  | 2e plaats  | 3e plaats  |
| 2001 |           |            |            |
| 2002 |           |            | Kampioen   |
| 2003 |           | 3e plaats  | Kampioen   |
| 2004 |           |            | Kampioen   |
| 2005 |           | 2e plaats  | Kampioen   |
| 2006 |           | 2e plaats  | 2e plaats  |
| 2007 |           |            | 2e plaats  |
| 2008 |           |            |            |